# Johannes Müller (Physiker)
Johannes Müller (* 11. August 1910 in Brandenburg an der Havel; † 13. März 1970 in Darmstadt) war ein deutscher Physiker und Fernseh-Pionier.

## Leben
Johannes Müller studierte Physik an der Friedrich-Wilhelms-Universität Berlin und wurde 1937 promoviert. Er arbeitete als Assistent am Berliner Physikalischen Institut und bis 1939 als Dozent an der Feuerwerkerschule des Heeres in Lichterfelde. Im Zweiten Weltkrieg war er Ingenieuroffizier und kam in Gefangenschaft.
Als wissenschaftlicher Assistent der Fernmeldestudiengesellschaft der Deutschen Bundespost beschäftigte er sich mit der Grundlagenforschung der Impulsmodulation. 
Ab 1949 entwickelte er beim Fernmeldetechnischen Zentralamt in Darmstadt neue Messverfahren auf dem Gebiet der Fernsehtechnik. Er war Mitbegründer der Fernsehtechnischen Gesellschaft, war im internationalen beratenden Ausschuss für das Rundfunkwesen und für das Fernsprech- und Fernschreibwesen der Fernmeldeunion tätig. 
1955 übertrug ihm die DBP die grundlegenden Untersuchungen bei der Übertragungstechnik des Farbfernsehens. Das von Walter Bruch erfundene und patentierte PAL-Fernsehsystem hat er in vielen Versuchsserien untersucht und sich für die europaweite Einführung – außer Frankreich und Ostblockländer – eingesetzt. Er entwickelte auch die PAL-SECAM-Konverter. 1968 wurde ihm das Bundesverdienstkreuz Erster Klasse verliehen.